# بينونة
البينونة في فقه المعاملات صفة للفرقة بين الزوجين هي التي ليس للزوج بعدها حق الرجعة.

## البينونة
البينونة في المصطلح الفقهي، صفة لنوع من الفرقة (حل عقد النكاح) بين الزوجين، بمعنى: «الفرقة التي ينتفي بموجبها حق الزوج في الرجعة» أي: ليس له حق المراجعة. والفائدة الشرعية من البينونة المرتبطة بالفرقة تظهر في معنى رعاية الشرع لحق المرأة؛ لأن الفرقة شرعت لدفع الضرر، أي: عند الحاجة، وقد يسر الشرع لهذا الأمر حيث جعل للزوج حق اختيار الفرقة بالطلاق، الذي لا يستعمل إلا للضرورة، لا لمجرد الغضب ونحوه، لكن لو حصل؛ فللزوج حق الرجعة (في زمن العدة). لكن الشرع يسلب منه حق الرجعة بعد الفرقة، عند ما تقترن هذه الفرقة بالبينونة.

## أنواع الفرقة
الفرقة هي: «حل عقد النكاح بطلاق أو فسخ أو وفاة وما في معنى ذلك»
- فرقة بموت أحد الزوجين.
- فرقة بالفسخ وهي: حكم القاضي الشرعي بفسخ عقد النكاح لسبب يقتضي ذلك.
- فرقة باللعان
- فرقة الطلاق بلفظ صريح أو كناية.

## أنواع البينونة
- بينونة الفسخ إذا فسخ القاضي عقد الزواج؛ فليس للزوج حق الرجعة، لكن يمكن أستعادة العلاقة الزوجية، بمهر وعقد جديدين، ورضا المعقود عليها، وعدم استيفاء عدد الطلقات الثلاث.
- بينونة الوفاة بوفاة الزوج وانقضاء عدة الزوجة.
- بينونة اللعان
- بينونة الطلاق
  - باستكمال عدد الطلقات الثلاث.
  - الطلاق قبل الدخول.
  - الخلع.

## بينونة الطلاق
بينونة الطلاق أي: (البينونة التي تتصف بها فرقة الطلاق) هي: «فرقة الطلاق بصفة البينونة إما باستكمال عدد الطلقات الثلاث، أو الطلاق قبل الدخول، أو الخلع»

### بينونة الطلاق الثلاث
فمن طلق امرأته ثلاثا؛ لا تحل له حتى تنكح زوجا غيره، ثم يطلقها ثم تنقضي عدتها منه. ويشترط في ذلك مايلي:
1. 1. انقضاء عدتها من الزوج.
  2. زواجها بغيره، بعد انتهاء عدتها.
  3. أن يدخل بها الزوج دخولا شرعيا.
  4. أن يفارقها الزوج الثاني فرقة بائنة، بطلاق أو فسخ أو خلع لأو موت.
  5. انقضاء عدتها منه.
  6. أن يكون رجوعها لزوجها الأول برضاها.
  7. أن يكون رجوعها أيضا بمهر وعقد جديدين.

### بينونة الطلاق قبل الدخول
بينونة الطلاق قبل الدخول وتسمى: (بينونة صغرى) وتحصل بالفرقة قبل البناء. فإذا طلق الرجل امرأته قبل البناء بها، بانت منه، بمعنى: أنه ليس له حق الرجعة، سواء طلقها طلقة واحده، أو أكثر؛ لأن المطلقة قبل الدخول لا عدة عليها، فتحصل بينونتها بمجرد الطلاق. ولا تحل له إلا برضاها، وبعقد ومهر جديدين، وبشرط عدم عدم استيفاء عدد الطلقات الثلاث.

### بينونة الخلع
بينونة الخلع هي التي تحصل بسبب الخلع، والخلع هو: «طلاق بعوض»